# Nivedano
Nivedano (nascido Alyrio Lima Cova em Itabuna, 18 de dezembro de 1949) é um percussionista, baterista e ativista ambiental brasileiro.

## Carreira
Integrou a primeira formação da banda Soma, em 1971. Em 1975, mudou-se para os Estados Unidos, onde substituiu Dom Um Romão como percussionista do Weather Report para a gravação do álbum Tale Spinnin'. Já durante as sessões do disco seguinte, Black Market, foi substituído por Don Alias e Alex Acuña. 
Ainda na década de 1970 tocou com músicos como Hermeto Paschoal e John Mc Laughlin (em Electric Guitarist, de 1978), David Samborn, Pat Metheny e Lionel Hampton.
Entrou para a comunidade do guru Osho, atuando como percussionista e também como jardineiro. Nesse período adotou o nome de Nivedano, que quer dizer "bata o tambor".
Voltou para o Brasil em 1991. Estabeleceu-se em Alto Paraíso de Goiás. Presidindo a Associação Ecológica Alto Paraíso, fundada em 1994, ele acusou o então deputado federal Michel Temer de abrir uma estrada irregularmente numa área de proteção ambiental e de tentar se apropriar de parte do território da entidade.